# لوک دوروی
لوک دوروی (به انگلیسی: Luc Devroye) یک دانشمند علوم رایانه بلژیکی در دانشکده کامپیوتر دانشگاه مک‌گیل در مونترآل کانادا است. حوزهٔ فعالیت‌های او تجزیه و تحلیل احتمالاتی الگوریتم‌ها، تخمین بدون متغیر، بازشناخت الگو، تولید اعداد تصادفی و تایپوگرافی (طراحی فانت) است.
لوک دوروی متولد تیئنان بلژیک و مقیم کانادا است.
او لیسانس مهندسی برق خود را در سال ۱۹۷۱ از دانشگاه کاتولیک لون گرفت. سپس در دانشگاه اوساکا تحصیل کرد و در سال ۱۹۷۶ موفق به اخذ پی‌اچ‌دی از دانشگاه تگزاس در آستین شد. دوروی در سال ۱۹۷۷ به اعضای هیئت علمی دانشگاه مک‌گیل پیوست و از سال ۱۹۹۷ عضو افتخاری جامعهٔ آمار بلژیک است. وی برندهٔ جوایز متعددی از جمله جایزهٔ تحقیق هومبولت آلمان (۲۰۰۴)، جایزهٔ آیساک-والتون-کیلام (۲۰۰۵) و مدال طلای سال ۲۰۰۸ انجمن آمار کانادا شده‌است.
او همچنین دارای دو دکترای افتخاری از دانشگاه کاتولیک لوون (۲۰۰۲) و دانشگاه آنتورپ (۲۹ مارس ۲۰۱۲) است.

## کتاب‌ها
لوک دوروی از سال ۱۹۸۵ تاکنون چندین جلد کتاب منتشر کرده‌است که بعضی از آن‌ها کتاب مرجع دانشگاهی محسوب می‌شوند.
- Nonparametric Density Estimation: The L1 View (ISBN 978-0-471-81646-1)
- Lecture Notes on Bucket Algorithms (ISBN 978-0-8176-3328-8)
- Non-uniform Random Variate Generation (ISBN 978-0-387-96305-1)
- A Course in Density Estimation (ISBN 978-0-8176-3365-3)
- A Probabilistic Theory of Pattern Recognition (ISBN 978-0-387-94618-4)
- Combinatorial Methods in Density Estimation (ISBN 978-0-387-95117-1)
- Recent Developments in Applied Probability and Statistics: Dedicated to the Memory of Jürgen Lehn (ISBN 978-3-7908-2597-8)